# Piazza Cesare Stovani
Piazza Cesare Stovani è il centro amministrativo di Baggio, quartiere di Milano dal 1923 e prima comune autonomo. È dedicata a Cesare Stovani (1886-1945), l'ultimo sindaco del comune lombardo prima dell'annessione al capoluogo.
Al giorno d'oggi è in larga parte pedonalizzata, con una singola corsia di traffico per i veicoli che passano per via delle Forze Armate.
Nella piazza si trovano:
- L'Anagrafe comunale, nata come scuola elementare, e anche sede della Casa delle Associazioni del Municipio 7 e del centro vaccinale.[2] [3]
- Il vecchio Palazzo comunale, costruito dopo il 1893 sotto l'amministrazione del sindaco Giuseppe Meregetti, oggi sede della Croce Verde Baggio[3]
- La Casa del Popolo, nata come scuola e, quando sotto il fascismo venne costruita nel 1927 la scuola Zima-Garibaldi (oggi dedicata Carla Fracci), resa Casa del Fascio. Secondo la visione dell'amministrazione, avrebbe dovuto ospitare tutti i partiti politici e, per un breve periodo, ha visto alternarsi i comizi della DC e dei comunisti ma, data la composizione politica della zona, fortemente rossa, divenne poi sede solo di comunisti e socialisti.[3]

Al centro della Piazza si trova il Monumento ai Caduti della Grande Guerra, realizzato nel 1928 da Cavazzoni e Zampieri. Dopo la seconda guerra mondiale vi sono state aggiunte due lapidi dedicate ai caduti nella guerra e nella Liberazione.